# フェアチャイルド 24

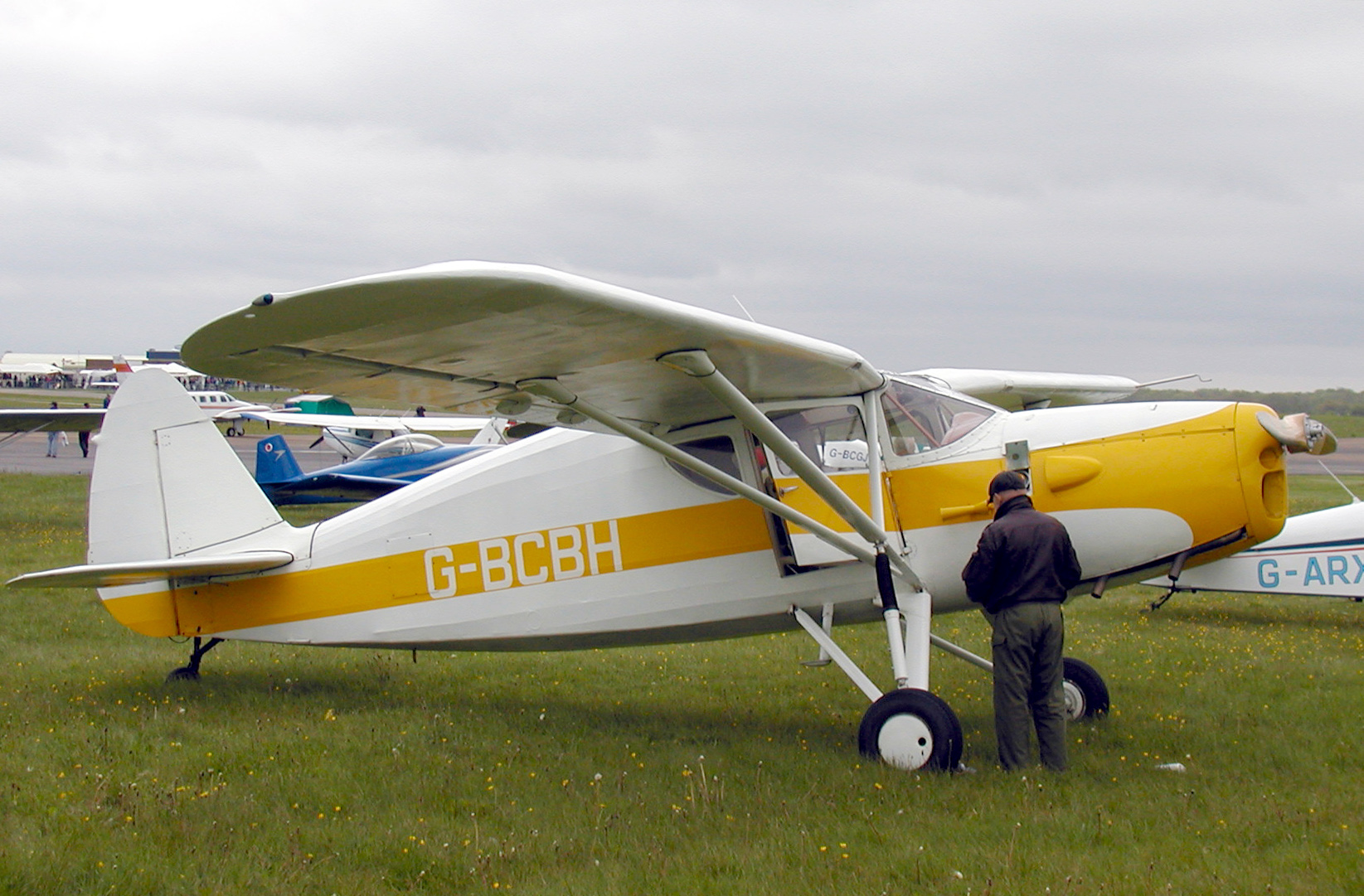
1944 Fairchild Argus III

フェアチャイルド 24（Fairchild Model 24）は1930年代に開発されたアメリカ合衆国の軽輸送機である。4座席のパラソル翼の単葉機でアメリカ陸軍ではUC-61として採用され、イギリス空軍にもフェアチャイルド アーガスの名前で採用された。

## 概要
1930年代初めの大不況は航空会社からの旅客機の受注を激減させたので、フェアチャイルド社は個人顧客向けの信頼性が高く頑丈な小型の機体の開発を目論んだ。2座席のフェアチャイルド 22はある程度成功し、1932年に初飛行したフェアチャイルド 24は操縦性の良さと居住性で1930年代はじめに人気を集めることができた。ブレーキや開閉式のウインドウなど多くは自動車の部品が流用されていた。価格の安さと修理のしやすさ特徴であった。基本的な設計を変更せずに、1932年から1948年まで生産が続けられた。補助席の追加や、オプション部品の追加は行われた。ワーナー社とフェアチャイルド社製の、2つのメーカーの125hpから200hpまでの異なる出力の各種エンジンが装備して生産された。が装備されて、生産された。
特徴のひとつは整備の不十分な草地の飛行場で運行できるように油圧のダンパーを使った頑丈な主脚で、複雑な構造であったが大きな衝撃を吸収できた。さらにフロートをつけて水上機とすることもできた。
頑丈な構造は、50年以上経った後も飛行可能な機体があることで示されている。メリーランドの子会社、Kreider-Reisner Aircraftで1932年から1948年の間生産された。フェアチャイルドで1500機の民間型が生産され、戦後は、Texas Engineering & Manufacturing Company (TEMCO)が製造権を買い取り、280機を生産した。

## 運用歴
民間用はビジネスマンやハリウッドの俳優などに購入された。1936年にアメリカ海軍が研究用および機上訓練機としてGK-1 、JK-1の記号で採用した。陸軍が軽輸送機として採用し、沿岸警備隊もJ2-Kとして採用した。 市民航空警備隊も、多数のフェアチャイルドUC-61/24を運用し、何機かは第二次世界大戦の初期には、2発の100ポンド爆弾を搭載して東海岸の沖のドイツのUボートの警戒に使用された。UC-61はアメリカ海軍では、GK-1として、イギリス空軍では フェアチャイルド アーガスとして採用された。
1941年にアメリカ陸軍がC-61として163機の発注が行われたが、そのうち161機はレンドリース法で海外に供与されることになった。このC-61を含む525機のフェアチャイルド 24はイギリスに送られ、アーガス Iとして使用され、性能向上型のアーガス IIとともに航空輸送予備部隊（ATA: Air Transport Auxiliary）に配属され、工場から実線基地に航空機をフェリーするパイロットの輸送に用いられた。さらにエンジンを変更したアーガス IIIも生産された。
また、1938年（昭和13年）9月には大倉商事によって1機のF-24 Kが分解状態で日本に輸入されており、立川飛行機によって組み立てられた後に日本陸軍に納入された。陸軍では参考研究機として用いられた後に熊谷陸軍飛行学校所属の連絡機となり、同校の校長だった加藤敏雄大佐が乗機とした。
戦後は短距離の空輸をする小規模なチャーター航空会社向けや個人オーナー向けに販売された。フィンランドやイスラエル、カナダ、オーストラリアなどでも軍用に用いられた。

## 民間向け派生型
| 製造年  | Model    | 生産数             | 発動機                  | 備考                                            |
| ------- | -------- | ------------------ | ----------------------- | ----------------------------------------------- |
| 1932    | F-24 C8  |                    | 95-hp American Cirrus   | 全備重量 1,600 lb, 巡航速度 90 mph. 価格 $3,360 |
| 1933    | F-24 C8A | 25 (includes C8)   | 125-hp Warner Scarab    | 全備重量 1,800 lb, 巡航速度 95 mph, 価格 $3,850 |
| 1933    | F-24 C8B | 2                  | Menasco                 | 価格 $3,990                                     |
| 1934    | F-24 C8C | 125                | Warner Super Scarab     | 全備重量 2,400 lb. 価格 $5,000                  |
| 1935    | F-24 C8D | 10                 | 145-hp Fairchild Ranger |                                                 |
| 1936    | F-24 C8E | 50                 | 145-hp Warner Scarab    | 尾翼変更、 価格 $5,390                          |
| 1936    | F-24 C8F | 40                 | 145-hp Fairchild Ranger | 価格 $5,390                                     |
| 1937    | F-24 G   | 100                | 145-hp Warner Scarab    | 価格 $5,290                                     |
| 1937    | F-24 H   | 25                 | 150-hp Fairchild Ranger | 価格 $5,590                                     |
| 1939    | F-24 K   | 60                 | 145-hp Fairchild Ranger | 寸法拡大、 巡航速度 125 mph. 価格 $6,500        |
| 1939    | F-24 R9  | 35                 | 165-hp Fairchild Ranger |                                                 |
| 1939    | F-24 W9  | 30                 | 145-hp Warner Scarab    |                                                 |
| 1940    | F-24 R40 | 25                 | 175-hp Fairchild Ranger | 価格 $7,230                                     |
| 1940    | F-24 W40 | 75                 | 145-hp Warner Scarab    | 価格 $6,290                                     |
| 1941    | F-24 W41 | 30                 | 165-hp Warner Scarab    |                                                 |
| 1941    | UC-61    | 640                | 165-hp Warner Scarab    | model W41と同じ                                 |
| 1942-43 | UC-61A   | 364                | Warner Super Scarab     |                                                 |
| 1944    | UC-61K   | 306                | 200-hp Fairchild Ranger | 全備重量 2,562 lb. model R40と同じ              |
| 1946    | F-24 R46 |                    | 175-hp Fairchild Ranger | 巡航速度 118 mph. 価格 $8,875                   |
| 1946    | F-24 W46 | 280 (includes R46) | 165-hp Warner Scarab    | 価格 $8,500                                     |

## 軍用派生型
UC-61 Argus
Model F24W-41の軍用型 165hp R-500-1, 161 機生産
UC-61A Argus
Model F24W-41 の軍用型 電装部改良, 509 機生産
UC-61B
Model 24J  145hp Warner Scarab、1機を徴用
UC-61C
Model 24A-9、1機を徴用
UC-61D
Model 51A、3機を徴用.
UC-61E
Model 24K、3機を徴用.
UC-61F
Model 24R-9、2機を徴用
UC-61G
Model 24W-40、2機を徴用
UC-61H
Model 24H  150hp Ranger 6-410-B、1機を徴用
UC-61J
Model 24-C8F 2座席 150 hp Ranger 6-390-D3、1機を徴用、
UC-61K Forwarder
Final  200 hp L-440-7, 306 機生産
UC-86
Model 24R-20s 175 hp L-410、9機を徴用
GK-1
Model 24W-40 海軍向け、13機を徴用
J2K-1
アメリカ沿岸警備隊向け Model 24R, 2 機生産
J2K-2
J2K-1に小変更、2機生産
Argus I
イギリス空軍向け Model 24W-41 (UC-61), 118機 レンド・リース供与
Argus II
イギリス空軍向け Model 24W-41A (UC-61), 407機 レンド・リース供与
Argus III
イギリス空軍向け Model 24R (UC-61K), 306機 レンド・リース供与

## 性能諸元 （UC-61）
- 乗員 1名
- 乗客 3名
- 全幅 11.08m
- 全長 7.27m
- 全高 2.34m
- 翼面積 17.9 m2
- 自重 650kg
- 全備重量 822kg
- 最大離陸重量 1,307kg
- 発動機  Ranger L-440-5 6気筒倒立空冷直列エンジン 200馬力
- 武装  2 × 7.7 mm機銃

- 最大速度 200km/h
- 後続距離 748km
- 実用上昇限度 3,900m

## 参考資料
1. ↑  野沢正 『日本航空機総集 輸入機篇』 出版協同社、1972年、164頁。全国書誌番号:69021786。
2. ↑  Sport Flying Magazine. Challenge Publications, Canoga Park, CA. February 1968. The Fairchild's Tractable 24,Roscoe Deering